# أوليكسي لوبوف
أوليكسي لوبوف (بالأوكرانية: Лобов Олексій Ігорович) هو لاعب كرة قدم أوكراني في مركز الهجوم، ولد في 16 أغسطس 1997 في Perevalsk Raion ‏ في أوكرانيا. لعب مع أفاندارد كراماتورسك ‏.

## وصلات خارجية
- أوليكسي لوبوف على موقع اتحاد أوكرانيا (الإنجليزية)
- أوليكسي لوبوف على موقع قاعدة بيانات كرة القدم.إي يو (الإنجليزية)
- أوليكسي لوبوف على موقع Soccerway.com (الإنجليزية)
- أوليكسي لوبوف على موقع عالم كرة القدم.نت (الإنجليزية)